# Locke (pel·lícula)
Locke és una pel·lícula britànica de 2013, dirigida i escrita per Steven Knight, i protagonitzada per Tom Hardy, que, al seu torn, és l'únic actor de la història que apareix en pantalla, ja que manté diverses converses amb personatges a qui posen veu Olivia Colman, Ruth Wilson, Andrew Scott, Ben Daniels, Tom Holland, i Bill Milner. Ha estat traduïda al català.
La pel·lícula es va estrenar a Broad Street a Westside (Birmingham), Estats Units, i al 70a Mostra Internacional de Cinema de Venècia el 2 de setembre de 2013. La pel·lícula va tenir una estrena limitada al Regne Unit a partir del 18 d'abril de 2014 i va recaptar 5 milions de dòlars a tot el món. Locke va rebre aclamacions de la crítica, particularment per l'actuació de Hardy, que va guanyar el premi de l'Associació de Crítics de Cinema de Los Angeles al millor actor.

## Sinopsi
Ivan Locke és, en aparença, un home tranquil la vida del qual transcorre sense massa sobresalts. Quan surt del seu treball i puja al seu vehicle, no imagina que la seva desapercebuda vida donarà un gir inesperat quan rebi una trucada que trastocarà la tranquil·litat de la seva existència. Des d'aquest moment, els aspectes familiars, laborals i personals de Locke referits al seu passat li faran prendre una sèrie de decisions imprevistes.

## Repartiment
- Tom Hardy com Ivan Locke.
- Ruth Wilson com Katrina (veu).
- Olivia Colman com Bethan (veu).
- Andrew Scott com Donal (veu).
- Ben Daniels com Gareth (veu).
- Tom Holland com Eddie (veu).
- Bill Milner com Sean (veu).
- Danny Webb com Cassidy (veu).
- Alice Lowe com a Germana Margaret (veu).
- Silas Carson com a Dr. Gullu (veu).
- Lee Ross com PC Davids (veu).
- Kirsty Dillon com l'esposa de Gareth (veu).

## Producció
Gairebé tota la pel·lícula té lloc dins d'un BMW X5, que va ser arrossegat per la M6 motorway en un remolc pla pla durant la major part del rodatge. El tiroteig va tenir lloc durant vuit nits, la tripulació només prenia pauses per canviar les targetes de memòria de les tres càmeres. Ivan Locke és l'únic personatge que apareix a la pantalla; els altres només s'escolten als altaveus del vehicle, amb les seves parts també enregistrades en temps real (el vehicle de Locke i el soroll de la carretera inclosos) trucant des d'una sala de conferències que servia com a múltiples “ubicacions” dels diversos personatges.
Fou estrenada al Regne Unit el 18 d'abril de 2014, i va recaptar 3.264.654 dòlars. El 25 d'abril de 2014 es va estrenarr als Estats Units i va obtenir 1.375.769 dòlars. La pel·lícula fou comercialitzada en Blu-ray i DVD el 12 d'agost de 2014.

## Recepció de la crítica
El lloc de crítiques de cinema Rotten Tomatoes li va atorgar un 91% d'aprovació basat en 190 ressenyes, arribant a la següent conclusió: "Com a demostració d'una persona situada en un lloc confinat, Locke exigeix un funcionament de gran abast -i l'aconsegueix a partir d'un Tom Hardy més convincent que mai.". En la pàgina Metacritic va rebre una puntuació de 81/100, amb base en els comentaris de 36 crítics.
Olly Richards del magazín Empire va concedir la pel·lícula 4/5 estrelles i va expressar: "Hi ha pel·lícules per a veure en pantalles grans, però aquesta és una que gairebé clama per un petit cinema, envoltada de total foscor. És un experiment audaç brillantment executat, on Tom Hardy dona una de les millors actuacions de la seva carrera ".

## Premis
- 2015: Premi Sant Jordi al millor actor en pel·lícula estrangera a Tom Hardy.[13]